# Psycho Beach Party
Psycho Beach Party – film fabularny koprodukcji amerykańsko-australijskiej z 2000 roku na podstawie sztuki Charlesa Buscha.

## Zarys fabularny
Główną bohaterkę, Florence Forrest, dziwi fakt, że wszystkie dziewczęta w jej wieku uganiają się za chłopakami, podczas gdy ją najbardziej pociąga surfing. Wyjątkowość osobowości Florence nie kończy się jednak na odmiennych zainteresowaniach. Okazuje się, że dziewczyna ma swoje drugie „ja”, imieniem „Chicklet”, o którym sama nie wie.

## Obsada
- Lauren Ambrose jako Florence „Chicklet” Forrest
- Thomas Gibson jako Kanaka
- Nicholas Brendon jako Starcat
- Kimberley Davies jako Bettina Barnes
- Matt Keeslar jako Lars/Larry
- Charles Busch jako kpt. Monica Stark
- Beth Broderick jako Ruth Forrest
- Danni Wheeler jako Berdine
- Nick Cornish jako Yo Yo
- Andrew Levitas jako Provoloney
- Amy Adams jako Marvel Ann
- Kathleen Robertson jako Rhonda
- David Chokachi jako Eddie
- Matthew Rush